# Prosopocoilus forficula forficula
Prosopocoilus forficula forficula es una subespecie de coleóptero de la familia Lucanidae.

## Distribución geográfica
Habita en China.